# Lijst van burgemeesters van Doetinchem
Dit is een lijst van burgemeesters van de Nederlandse gemeente Doetinchem in de provincie Gelderland.

## Vóór 1920 - Stad Doetinchem
| Ambtsperiode            | Naam burgemeester                                                    | Partij of stroming | Bijzonderheden                       |
| ----------------------- | -------------------------------------------------------------------- | ------------------ | ------------------------------------ |
| 1598                    | Evert van Hagen                                                      |                    |                                      |
| 1605 - 1607             | Evert van Hagen                                                      |                    |                                      |
| 1613                    | Evert van Hagen                                                      |                    |                                      |
| 1620 - 1621             | Evert van Hagen                                                      |                    |                                      |
| 1647 - 1658             | Roeloff Rensen                                                       |                    |                                      |
| 1661                    | Albert van Haeghen                                                   |                    |                                      |
| 1694                    | Evert Godfried van Hagen                                             |                    |                                      |
| 1736                    | Claudius Antonius Henricus De Lalane du Thay (van Kemnade)           |                    |                                      |
| 1741                    | Mr. Gerhard Josias Olmius                                            |                    |                                      |
| 1746                    | Claudius Antonius Henricus De Lalane du Thay (van Kemnade)           |                    |                                      |
| 1756                    | Mr. Franco de Bruyn                                                  |                    |                                      |
| 1768                    | Mr. Franco de Bruyn                                                  |                    |                                      |
| 1771                    | Mr. Quiryn Maurits Verheul                                           |                    |                                      |
| 1782 - 1792             | Jacob Adolph van Heeckeren                                           |                    |                                      |
| 1793 - 1794             | Frederik Willem Floris Theodorus (F.W.F.Th.) van Pallandt van Keppel |                    |                                      |
| ??                      | ??                                                                   |                    |                                      |
| 1802 - 1803             | Carel Hendrik (C.H.) Ver Huell                                       | patriot            |                                      |
| ??                      | ??                                                                   |                    |                                      |
| 1813 - 1831             | E.J. Planten                                                         |                    | Tevens 'maire' genoemd               |
| 1831? - 1843            | W. Colson Aberson                                                    |                    |                                      |
| 20 juni 1843 - 1847     | Wolter (W.D.) Jzn. Coops                                             |                    | Voorheen wethouder te Doetinchem     |
| 1847 - 1869             | D. Simons                                                            |                    |                                      |
| 1869 - 1879             | Jhr. G.A. van Nispen                                                 |                    |                                      |
| 1879 - 1883             | H.F.W. de Bruijn                                                     |                    |                                      |
| 1 februari 1884 - 1893  | A.M.C. van Bommel                                                    |                    | Voorheen burgemeester van Zaltbommel |
| 1893 - 1905             | Jhr. Diederik (D.J.A.A.) van Lawick van Pabst van Nijevelt           |                    |                                      |
| 15 november 1905 - 1920 | E.G.C. de Groot van Embden                                           |                    | Voorheen burgemeester van Zaltbommel |

## Vóór 1920 - Ambt Doetinchem
| Ambtsperiode                        | Naam burgemeester   | Partij of stroming | Bijzonderheden |
| ----------------------------------- | ------------------- | ------------------ | -------------- |
| 1818 - 2 januari 1843               | Steven Horsting     |                    |                |
| 2 januari 1843 - 10 januari 1895    | Gerrit Jan Horsting |                    |                |
| 25 februari 1895 - 20 december 1902 | C.B.W. Kehrer       |                    |                |
| 16 maart 1903 - 1 januari 1920      | W.S.J. Tenkink      | ARP                |                |

## Vanaf 1920
Op 1 januari 1920 werden de Stad Doetinchem en het Ambt Doetinchem samengevoegd.
| Ambtsperiode                        | Naam burgemeester                      | Partij of stroming | Bijzonderheden |
| ----------------------------------- | -------------------------------------- | ------------------ | --- |
| 1 januari 1920 - 9 juli 1922        | W.S.J. Tenkink                         | ARP                | |
| 8 december 1922 - 14 september 1944 | W.P.J. Duval Slothouwer                | CHU                | |
| 15 september 1944 - april 1945      | Jacques H.T. Daems                     | NSB                | waarnemend |
| april 1945 - 23 juli 1946           | H.D. Muller                            |                    | Sinds september 1939 locoburgemeester. Na de arrestatie van Daems en tijdens de periode van afwezigheid van Duval Slothouwer in afwachting op diens eerherstel fungeerde hij als waarnemend burgemeester. |
| 23 juli 1946 - 1 april 1947         | W.P.J. Duval Slothouwer                | CHU                | In ere hersteld op 23 juli 1946. |
| 1947 - 1958                         | Jacob Eliza Boddens Hosang             | PvdA               | |
| maart 1958 - 16 oktober 1958        | Meine (M.) van Veen                    | PvdA               | waarnemend |
| 16 januari 1959 - 1974              | mr. Jacques Marie Johannes Cornelissen | KVP                | was burgemeester van Oldenzaal |
| 1 september 1974 - 1 september 1985 | Ad (A.J.E.) Havermans                  | KVP / CDA          | |
| 1985 - 1 juni 2000                  | Jan (J.) Fokkens                       | PvdA               | |
| 1 september 2000 - 1 februari 2006  | Margreet (M.) Horselenberg             | PvdA               | |
| 1 februari 2006 - 1 oktober 2006    | Wim (W.J.A.) Dijkstra                  | PvdA               | waarnemend |
| 1 oktober 2006 - 18 augustus 2013   | Herman (H.J.) Kaiser                   | CDA                | |
| 19 augustus 2013 - 5 februari 2014  | Tonny (A.G.M.) van de Vondervoort      | PvdA               | waarnemend |
| 5 februari 2014 - 2016              | Niels (N.E.) Joosten                   | VVD                | |
| april 2016 - 5 april 2017           | Annemieke (J.M.E.) Traag               | D66                | waarnemend |
| 18 mei 2017                         | Mark (M.) Boumans                      | VVD                | |